# Sasbachwalden
Sasbachwalden è un comune tedesco di 2 604 abitanti, situato nel land del Baden-Württemberg.